# Вектор Лапласа — Рунге — Ленца
У цій статті вектори виділені жирним шрифтом, а їхні абсолютні величини — курсивом, наприклад, {\displaystyle |\mathbf {A} |=A}.
У класичній механіці вектором Лапласа — Рунге — Ленца називається вектор, який використовується переважно для опису форми та орієнтації орбіти, по якій одне небесне тіло обертається навколо іншого (наприклад, орбіти, по якій планета обертається навколо зорі). У випадку з двома тілами, взаємодія яких описується законом всесвітнього тяжіння Ньютона, вектор Лапласа — Рунге — Ленца є інтегралом руху, тобто його напрямок і величина є постійними незалежно від того, в якій точці орбіти вони обчислюються; кажуть, що вектор Лапласа — Рунге — Ленца зберігається при гравітаційній взаємодії двох тіл. Це твердження можна узагальнити для будь-якої задачі з двома тілами, що взаємодіють з допомогою центральної сили, яка змінюється обернено пропорційно до квадрату відстані між ними. Така задача називається задачею Кеплера.
Наприклад, такий потенціал виникає при розгляді класичних орбіт (без врахування квантування) у задачі про рух негативно зарядженого електрона, що рухається в електричному полі позитивно зарядженого ядра. Якщо вектор Лапласа — Рунге — Ленца заданий, то форма їхнього відносного руху може бути отримана з простих геометричних міркувань, з використанням законів збереження цього вектора та енергії.
Згідно з принципом відповідності вектор Лапласа — Рунге — Ленца має квантовий аналог, який був використаний у першому виводі спектра атому водню, ще перед відкриттям рівняння Шредінгера.
Задача Кеплера має незвичну особливість: кінець вектора імпульсу {\displaystyle \mathbf {p} } завжди рухається по колу. Через розташування цих кіл для заданої повної енергії {\displaystyle E} задача Кеплера математично еквівалентна частинці, що вільно переміщується у чотиримірній сфері {\displaystyle S_{3}}. За цією математичною аналогією, вектор Лапласа — Рунге — Ленца, що зберігається, еквівалентний додатковим компонентам кутового моменту в чотиримірному просторі.
Вектор Лапласа — Рунге — Ленца також відомий як вектор Лапласа, вектор Рунге — Ленца і вектор Ленца, хоча жоден із цих вчених не вивів його вперше. Вектор Лапласа — Рунге — Ленца перевідкривався кілька разів. Він також еквівалентний безрозмірному вектору ексцентриситету в небесній механіці. Він так само не має ніякого загальноприйнятого позначення, хоча зазвичай використовується {\displaystyle \mathbf {A} }. Для різних узагальнень вектора Лапласа — Рунге — Ленца, які визначені нижче, використовується символ {\displaystyle {\mathcal {A}}}.

## Контекст
Одиночна частинка, що рухається під дією будь-якої консервативної центральної сили, має, принаймні, чотири інтеграли руху (які зберігаються при русі величини): повна енергія {\displaystyle E} і три компоненти кутового моменту (вектора {\displaystyle \mathbf {L} }). Орбіта частинки лежить у площині, яка визначається початковим імпульсом частинки, {\displaystyle \mathbf {p} } (або, що еквівалентно, швидкістю {\displaystyle \mathbf {v} }) та координатами, тобто радіус-вектором {\displaystyle \mathbf {r} } між центром сили та частинкою (див. рис. 1). Ця площина перпендикулярна до постійного вектора {\displaystyle \mathbf {L} }, що може бути виражене математично з допомогою скалярного добутку {\displaystyle \mathbf {r} \cdot \mathbf {L} =0}.
Як визначено нижче, вектор Лапласа — Рунге — Ленца {\displaystyle \mathbf {A} } завжди розташовується у площині руху — тобто, {\displaystyle \mathbf {A} \cdot \mathbf {L} =0} — для будь-якої центральної сили. Також {\displaystyle \mathbf {A} } є постійним лише для сили, що залежить обернено пропорційно до квадрату відстані. Якщо центральна сила приблизно залежить від оберненого квадрата відстані, вектор {\displaystyle \mathbf {A} } є приблизно постійним по довжині, але повільно обертається. Для більшості центральних сил, однак, цей вектор {\displaystyle \mathbf {A} } не є постійним, а змінює довжину та напрямок. Узагальнений вектор Лапласа — Рунге — Ленца {\displaystyle {\mathcal {A}}}, що зберігається, може бути визначений для всіх центральних сил, але цей вектор — складна функція положення та зазвичай не виражається аналітично в елементарних чи спеціальних функціях.

## Історія
Вектор Лапласа — Рунге — Ленца {\displaystyle \mathbf {A} } є величиною в задачі Кеплера, яка зберігається, і корисний при описі астрономічних орбіт, на зразок руху планети навколо Сонця. Однак він ніколи не був широко відомим серед фізиків, можливо, тому що є менш інтуїтивно зрозумілим вектором, ніж імпульс і кутовий момент. Вектор Лапласа — Рунге — Ленца незалежно відкривали декілька разів за минулі три століття. Якоб Герман був першим, хто показав, що {\displaystyle \mathbf {A} } зберігається для спеціального випадку центральної сили, яка залежить обернено пропорційно від квадрату відстані, і знайшов його зв'язок із ексцентриситетом еліптичної орбіти. Робота Германа була узагальнена до її сучасної форми Йоганном Бернуллі 1710 року. В свою чергу, П'єр-Симон Лаплас наприкінці XVIII століття відкрив збереження {\displaystyle \mathbf {A} } знову, довівши це аналітично, а не геометрично, як його попередники.
В середині XIX століття Вільям Гамільтон отримав еквівалент вектора ексцентриситету, визначений нижче, використавши його, щоб показати, що кінець вектора імпульсу {\displaystyle \mathbf {p} } рухається по колу під дією центральної сили, що залежить обернено пропорційно від квадрату відстані (рис. 3). На початку XX століття Віллард Гіббз отримав цей самий вектор з допомогою векторного аналізу. Вивід Гіббса використовував Карл Рунге в популярному німецькому підручнику з векторів як приклад, на який посилався Вільгельм Ленц у своїй статті про квантовомеханічний (старий) розгляд атома водню.
1926 року цей вектор використав Вольфганг Паулі, щоб вивести спектр атома водню, використовуючи сучасну матричну квантову механіку, а не рівняння Шредінгера. Після публікації Паулі вектор став відомим переважно як вектор Рунге — Ленца.

## Математичне визначення

Рис. 1: Вектор Лапласа — Рунге — Ленца (показаний червоним кольором) у чотирьох точках (позначених 1, 2, 3 і 4) на еліптичній орбіті зв'язаної точкової частинки, що рухається під дією центральної сили, яка залежить обернено пропорційно від квадрату відстані. Маленький чорний круг позначає центр притягання. Від нього починаються радіус-вектори (виділені чорним кольором), направлені в точки 1, 2, 3 і 4. Вектор кутового моменту направлений перпендикулярно до орбіти. Компланарні вектори, і зображені синім, зеленим і червоним кольорами, відповідно; ці змінні визначені нижче. Вектор є постійним за напрямком і за величиною.

Для одиночної частинки, що рухається під дією центральної сили, як залежить обернено пропорційно від квадрату відстані та описується рівнянням {\displaystyle \mathbf {F} (r)={\frac {-k}{r^{2}}}\mathbf {\hat {r}} }, вектор Лапласа — Рунге — Ленца {\displaystyle \mathbf {A} } визначений математично за формулою
{\displaystyle \mathbf {A} =\mathbf {p} \times \mathbf {L} -mk\mathbf {\hat {r}} ,}
де
- {\displaystyle m} — маса точкової частинки, що рухається під дією центральної сили,
- {\displaystyle \mathbf {p} } — вектор імпульсу,
- {\displaystyle \mathbf {L} =\mathbf {r} \times \mathbf {p} } — вектор кутового моменту,
- {\displaystyle k} — параметр, який описує величину центральної сили,
- {\displaystyle \mathbf {\hat {r}} } — одиничний вектор, тобто {\displaystyle \mathbf {\hat {r}} ={\frac {\mathbf {r} }{r}}}, де {\displaystyle \mathbf {r} } — радіус-вектор положення частинки, і {\displaystyle r} — його довжина.

Оскільки ми припустили, що сила консервативна, то повна енергія {\displaystyle E} зберігається
{\displaystyle E={\frac {p^{2}}{2m}}-{\frac {k}{r}}={\frac {1}{2}}mv^{2}-{\frac {k}{r}}.}
Із центральності сили випливає, що вектор кутового моменту {\displaystyle \mathbf {L} } також зберігається і визначає площину, в якій частинка здійснює рух. Вектор Лапласа — Рунге — Ленца {\displaystyle \mathbf {A} } перпендикулярний до вектора кутового моменту {\displaystyle \mathbf {L} } і, таким чином, розташовується у площині орбіти. Рівняння {\displaystyle \mathbf {A} \cdot \mathbf {L} =0} вірне, тому що вектори {\displaystyle \mathbf {p} \times \mathbf {L} } і {\displaystyle \mathbf {r} } перпендикулярні до {\displaystyle \mathbf {L} }.
Це визначення вектора Лапласа — Рунге — Ленца {\displaystyle \mathbf {A} } застосовне для єдиної точкової частинки з масою {\displaystyle m}, що рухається в стаціонарному (що не залежить від часу) потенціалі. Крім того, те ж саме визначення може бути розширене на задачу з двома тілами, на кшталт задачі Кеплера, якщо замінити {\displaystyle m} на зведену масу цих двох тіл і {\displaystyle \mathbf {r} } на вектор між цими тілами.

### Коловий годограф імпульсу

Рис. 2: Кінець вектора імпульсу (показаний синім кольором) рухається по колу, коли частинка здійснює рух по еліпсу. Чотири відмічені точки відповідають точкам на рис. 1. Центр кола розташовується на осі в точці (показаний пурпурним), з радіусом (показаний зеленим). Кут визначає ексцентриситет еліптичної орбіти. Із теореми про вписаний кут для кола випливає, що є також кутом між будь-якою точкою на колі та двома точками перетину кола з віссю,.

Збереження вектора Лапласа — Рунге — Ленца {\displaystyle \mathbf {A} } і вектора кутового моменту {\displaystyle \mathbf {L} } використовується в доведенні того, що вектор імпульсу {\displaystyle \mathbf {p} } рухається по колу під дією центральної сили, що обернено пропорційна до квадрату відстані. Обчислюючи векторний добуток {\displaystyle \mathbf {A} } и {\displaystyle \mathbf {L} }, приходимо до рівняння для {\displaystyle \mathbf {p} }
{\displaystyle L^{2}\mathbf {p} =\mathbf {L} \times \mathbf {A} -mk{\hat {\mathbf {r} }}\times \mathbf {L} .}
Спрямовуючи вектор {\displaystyle \mathbf {L} } вздовж осі {\displaystyle z}, а головну піввісь — по осі {\displaystyle x}, приходимо до рівняння
{\displaystyle p_{x}^{2}+(p_{y}-A/L)^{2}=(mk/L)^{2}.}
Іншими словами, вектор імпульсу {\displaystyle \mathbf {p} } обмежений колом радіуса {\displaystyle mk/L}, центр якого розташований в точці з координатами {\displaystyle (0,\;A/L)}. Ексцентриситет {\displaystyle e} відповідає косинусу кута {\displaystyle \eta }, показаного на рис. 2. Для спрощення можна ввести змінну {\displaystyle p_{0}={\sqrt {2m|E|}}}. Коловий годограф корисний для опису симетрії задачі Кеплера.

### Інтеграли руху та суперінтегровність
Сім скалярних величин: енергія {\displaystyle E} і компоненти векторів Лапласа — Рунге — Ленца {\displaystyle \mathbf {A} } та моменту імпульсу {\displaystyle \mathbf {L} } — пов'язані двома співвідношеннями. Для векторів виконується умова ортогональності {\displaystyle \mathbf {A} \cdot \mathbf {L} =0}, а енергія входить до виразу для квадрату довжини вектора Лапласа — Рунге — Ленца, отриманого вище {\displaystyle A^{2}=m^{2}k^{2}+2mEL^{2}}. Тоді існує п'ять незалежних величин, що зберігаються, або інтегралів руху. Це сумісно з шістьма початковими умовами (початкове положення частинки та її швидкість є векторами з трьома компонентами), які визначають орбіту частинки, оскільки початковий час не визначений інтегралами руху. Оскільки величину {\displaystyle \mathbf {A} } (та ексцентриситет {\displaystyle e} орбіти) можна визначити з повного кутового моменту {\displaystyle L} і енергії {\displaystyle E}, то стверджується, що лише напрямок {\displaystyle \mathbf {A} } зберігається незалежно. Крім того, вектор {\displaystyle \mathbf {A} } повинен бути перпендикулярним до {\displaystyle \mathbf {L} } — це приводить до однієї додаткової величини, що зберігається.
Механічна система з {\displaystyle d} ступенями вільності може мати максимум {\displaystyle 2d-1} інтегралів руху, оскільки {\displaystyle 2d} початкових умов і початковий час не можуть бути визначені з інтегралів руху. Система з більш ніж {\displaystyle d} інтегралами руху називається суперінтегровною, а система з {\displaystyle 2d-1} інтегралами називається максимально суперінтегровною. Оскільки розв'язування рівняння Гамільтона — Якобі в одній системі координат може привести лише до {\displaystyle d} інтегралів руху, то змінні повинні розділятися для суперінтегровних систем у більш ніж одній системі координат. Задача Кеплера — максимально суперінтегровна, оскільки вона має три ступені вільності ({\displaystyle d=3}) і п'ять незалежних інтегралів руху; змінні у рівнянні Гамільтона — Якобі розділяються у сферичних координатах і параболічних координатах, як описано нижче. Максимально суперінтегровні системи можуть бути квантовані з використанням лише комутаційних співвідношень, як показано нижче.

### Рівняння Гамільтона— Якобі в параболічних координатах
Постійність вектора Лапласа — Рунге — Ленца можна вивести, використовуючи рівняння Гамільтона — Якобі в параболічних координатах {\displaystyle (\xi ,\;\eta )}, які визначаються наступним чином
{\displaystyle \xi =r+x,}
{\displaystyle \eta =r-x,}
де {\displaystyle r} — радіус у площині орбіти
{\displaystyle r={\sqrt {x^{2}+y^{2}}}.}
Обернене перетворення цих координат запишеться у вигляді
{\displaystyle x={\frac {1}{2}}(\xi -\eta ),}
{\displaystyle y={\sqrt {\xi \eta }}.}
Розділення змінних у рівнянні Гамільтона — Якобі в цих координатах дає два еквівалентних рівняння
{\displaystyle 2\xi p_{\xi }^{2}-mk-mE\xi =-\beta ,}
{\displaystyle 2\eta p_{\eta }^{2}-mk-mE\eta =\beta ,}
де {\displaystyle \beta } — інтеграл руху. Віднімаючи ці рівняння і виражаючи в термінах декартових координат імпульсу {\displaystyle p_{x}} і {\displaystyle p_{y}} можна показати, що {\displaystyle \beta } еквівалентний вектору Лапласа — Рунге — Ленца
{\displaystyle \beta =p_{y}(xp_{y}-yp_{x})-mk{\frac {x}{r}}=A_{x}.}
Цей підхід Гамільтона — Якобі може використовуватися для того, щоб вивести збережний узагальнений вектор Лапласа — Рунге — Ленца {\displaystyle {\mathcal {A}}} за наявності електричного поля {\displaystyle \mathbf {E} }
{\displaystyle {\mathcal {A}}=\mathbf {A} +{\frac {mq}{2}}\left[(\mathbf {r} \times \mathbf {E} )\times \mathbf {r} \right],}
де {\displaystyle q} — заряд частинки, яка обертається.

### Альтернативне формулювання
На відміну від імпульсу {\displaystyle \mathbf {p} } та кутового моменту {\displaystyle \mathbf {L} }, вектора Лапласа — Рунге — Ленца не має загальноприйнятого визначення. В науковій літературі використовуються декілька різних множників та символів. Найбільш загальне визначення наводиться вище, але інше визначення виникає після ділення на сталу {\displaystyle mk}, щоб отримати безрозмірний збережний вектор ексцентриситету
{\displaystyle \mathbf {e} ={\frac {1}{mk}}(\mathbf {p} \times \mathbf {L} )-\mathbf {\hat {r}} ={\frac {m}{k}}(\mathbf {v} \times \mathbf {r} \times \mathbf {v} )-\mathbf {\hat {r}} ,}
де {\displaystyle \mathbf {v} } — вектор швидкості. Напрямок цього масштабованого вектора {\displaystyle \mathbf {e} } збігається з напрямком {\displaystyle \mathbf {A} }, і його амплітуда дорівнює ексцентриситету орбіти. Ми отримаємо інші визначення, якщо поділимо {\displaystyle \mathbf {A} } на {\displaystyle m},
{\displaystyle \mathbf {M} =\mathbf {v} \times \mathbf {L} -k\mathbf {\hat {r}} }
чи на {\displaystyle p_{0}}
{\displaystyle \mathbf {D} ={\frac {\mathbf {A} }{p_{0}}}={\frac {1}{\sqrt {2m|E|}}}\{\mathbf {p} \times \mathbf {L} -mk\mathbf {\hat {r}} \},}
який має ту ж розмірність, що і кутовий момент (вектор {\displaystyle \mathbf {L} }). У рідкісних випадках, знак вектора Лапласа — Рунге — Ленца може бути змінений на протилежний. Інші загальні символи для вектора Лапласа — Рунге — Ленца включають {\displaystyle \mathbf {a} }, {\displaystyle \mathbf {R} }, {\displaystyle \mathbf {F} }, {\displaystyle \mathbf {J} } і {\displaystyle \mathbf {V} }. Однак вибір множника та символу для вектора Лапласа — Рунге — Ленца, звичайно ж, не впливає на його збереження.

Рис. 3: Вектор кутового моменту, вектор Лапласа — Рунге — Ленца і вектор Гамільтона, бінормаль, є взаємно перпендикулярними; і вказують на велику і на малу півосі, відповідно, еліптичної орбіти в задачі Кеплера.

Альтернативний збережний вектор: бінормаль — вектор {\displaystyle \mathbf {B} } вивчений Вільямом Гамільтоном
{\displaystyle \mathbf {B} =\mathbf {p} -\left({\frac {mk}{L^{2}r}}\right)(\mathbf {L} \times \mathbf {r} ),}
який зберігається та вказує вздовж малої півосі еліпса. Вектор Лапласа — Рунге — Ленца {\displaystyle \mathbf {A} =\mathbf {B} \times \mathbf {L} } є векторним добутком {\displaystyle \mathbf {B} } і {\displaystyle \mathbf {L} } (рис. 3). Вектор {\displaystyle \mathbf {B} } позначений як бінормаль, оскільки він перпендикулярний як до {\displaystyle \mathbf {A} }, так і до {\displaystyle \mathbf {L} }. Подібно до вектора Лапласа — Рунге — Ленца, вектор бінормалі можна визначити з різними множниками.
Два збережних вектора, {\displaystyle \mathbf {A} } та {\displaystyle \mathbf {B} } можна об'єднати у збережний двохелементний тензор {\displaystyle \mathbf {W} }
{\displaystyle \mathbf {W} =\alpha \mathbf {A} \otimes \mathbf {A} +\beta \mathbf {B} \otimes \mathbf {B} ,}
де {\displaystyle \otimes } позначає тензорний добуток, а {\displaystyle \alpha } і {\displaystyle \beta } — довільні множники. Записане в компонентному записі, це рівняння читається так
{\displaystyle W_{ij}=\alpha A_{i}A_{j}+\beta B_{i}B_{j}.}
Вектори {\displaystyle \mathbf {A} } і {\displaystyle \mathbf {B} } ортогональні один до одного, і їх можна представити як головні осі збережного тензора {\displaystyle \mathbf {W} }, тобто як його власні вектори. {\displaystyle \mathbf {W} } перпендикулярний до {\displaystyle \mathbf {L} }
{\displaystyle \mathbf {L} \cdot \mathbf {W} =\alpha (\mathbf {L} \cdot \mathbf {A} )\mathbf {A} +\beta (\mathbf {L} \cdot \mathbf {B} )\mathbf {B} =0,}
оскільки {\displaystyle \mathbf {A} } і {\displaystyle \mathbf {B} } перпендикулярні, то {\displaystyle \mathbf {L} \cdot \mathbf {A} =\mathbf {L} \cdot \mathbf {B} =0}.

## Виведення орбіт Кеплера

Рис. 4: Спрощена версія рис. 1. Визначається кут між і в одній точці орбіти.

Форму та орієнтацію орбіти в задачі Кеплера, знаючи вектор Лапласа — Рунге — Ленца {\displaystyle \mathbf {A} }, можна визначити таким чином. Розглянемо скалярний добуток векторів {\displaystyle \mathbf {A} } і {\displaystyle \mathbf {r} } (положення планети):
{\displaystyle \mathbf {A} \cdot \mathbf {r} =Ar\cos \theta =\mathbf {r} \cdot (\mathbf {p} \times \mathbf {L} )-mkr,}
де {\displaystyle \theta } є кутом між {\displaystyle \mathbf {r} } і {\displaystyle \mathbf {A} } (рис. 4). Змінимо порядок множників у мішаному добутку {\displaystyle \mathbf {r} \cdot (\mathbf {p} \times \mathbf {L} )=\mathbf {L} \cdot (\mathbf {r} \times \mathbf {p} )=\mathbf {L} \cdot \mathbf {L} =L^{2}}, і після нескладних перетворень отримаємо визначення для конічного перетину:
{\displaystyle {\frac {1}{r}}={\frac {mk}{L^{2}}}\left(1+{\frac {A}{mk}}\cos \theta \right)}
з ексцентриситетом {\displaystyle e}, заданим за формулою:
{\displaystyle e={\frac {A}{mk}}={\frac {|\mathbf {A} |}{mk}}.}
Приходимо до виразу квадрата модуля вектора {\displaystyle \mathbf {A} } у вигляді
{\displaystyle A^{2}=m^{2}k^{2}+2mEL^{2},}
який можна переписати, використовуючи ексцентриситет орбіти
{\displaystyle e^{2}-1={\frac {2L^{2}}{mk^{2}}}E.}
Таким чином, якщо енергія від'ємна, що відповідає зв'язаним орбітам, ексцентриситет менший від одиниці, і орбіта має форму еліпса. Навпаки, якщо енергія додатна (незв'язані орбіти, які також називаються орбітами розсіювання), ексцентриситет більший від одиниці, і орбіта — гіпербола. Нарешті, якщо енергія точно дорівнює нулю, ексцентриситет — одиниця, і орбіта — парабола. У всіх випадках, вектор {\displaystyle \mathbf {A} } направлений вздовж осі симетрії конічного перетину та вказує на точку найближчого положення точкової частинки від початку координат (перицентр).

### Збереження під дією сили, що обернено пропорційна до квадрату відстані
Сила {\displaystyle \mathbf {F} }, що діє на частинку, вважається центральною. Тому
{\displaystyle \mathbf {F} ={\frac {d\mathbf {p} }{dt}}=f(r){\frac {\mathbf {r} }{r}}=f(r)\mathbf {\hat {r}} }
для деякої функції {\displaystyle f(r)} радіуса {\displaystyle r}. Оскільки кутовий момент {\displaystyle \mathbf {L} =\mathbf {r} \times \mathbf {p} } зберігається під дією центральних сил, то {\displaystyle {\frac {d}{dt}}\mathbf {L} =0} і
{\displaystyle {\frac {d}{dt}}(\mathbf {p} \times \mathbf {L} )={\frac {d\mathbf {p} }{dt}}\times \mathbf {L} =f(r)\mathbf {\hat {r}} \times \left(\mathbf {r} \times m{\frac {d\mathbf {r} }{dt}}\right)=f(r){\frac {m}{r}}\left[\mathbf {r} \left(\mathbf {r} \cdot {\frac {d\mathbf {r} }{dt}}\right)-r^{2}{\frac {d\mathbf {r} }{dt}}\right],}
де імпульс записаний у вигляді {\displaystyle \mathbf {p} =m{\frac {d\mathbf {r} }{dt}}}, і потрійний векторний добуток спростився з допомогою формули Лагранжа
{\displaystyle \mathbf {r} \times \left(\mathbf {r} \times {\frac {d\mathbf {r} }{dt}}\right)=\mathbf {r} \left(\mathbf {r} \cdot {\frac {d\mathbf {r} }{dt}}\right)-r^{2}{\frac {d\mathbf {r} }{dt}}.}
Тотожність
{\displaystyle {\frac {d}{dt}}(\mathbf {r} \cdot \mathbf {r} )=2\mathbf {r} \cdot {\frac {d\mathbf {r} }{dt}}={\frac {d}{dt}}(r^{2})=2r{\frac {dr}{dt}}}
приводить до рівняння
{\displaystyle {\frac {d}{dt}}(\mathbf {p} \times \mathbf {L} )=-mf(r)r^{2}\left[{\frac {1}{r}}{\frac {d\mathbf {r} }{dt}}-{\frac {\mathbf {r} }{r^{2}}}{\frac {dr}{dt}}\right]=-mf(r)r^{2}{\frac {d}{dt}}\left({\frac {\mathbf {r} }{r}}\right).}
Для спеціального випадку центральної сили, що залежить обернено пропорційно від квадрату відстані {\displaystyle f(r)={\frac {-k}{r^{2}}}}, останній вираз дорівнює
{\displaystyle {\frac {d}{dt}}(\mathbf {p} \times \mathbf {L} )=mk{\frac {d}{dt}}\left({\frac {\mathbf {r} }{r}}\right)={\frac {d}{dt}}(mk\mathbf {\hat {r}} ).}
Тоді {\displaystyle \mathbf {A} } зберігається в цьому випадку
{\displaystyle {\frac {d}{dt}}\mathbf {A} ={\frac {d}{dt}}(\mathbf {p} \times \mathbf {L} )-{\frac {d}{dt}}(mk\mathbf {\hat {r}} )=0.}
Як показано нижче, вектор Лапласа — Рунге — Ленца {\displaystyle \mathbf {A} } є частковим випадком узагальненого збережного вектора {\displaystyle {\mathcal {A}}}, який може бути визначений для будь-якої центральної сили. Однак більшість центральних сил не формує замкнених орбіт (див. Задача Бертрана), аналогічний вектор {\displaystyle {\mathcal {A}}} рідко має просте визначення і в загальному випадку є багатозначною функцією кута {\displaystyle \theta } між {\displaystyle \mathbf {r} } і {\displaystyle {\mathcal {A}}}.

### Зміна під дією збурювальних центральних сил

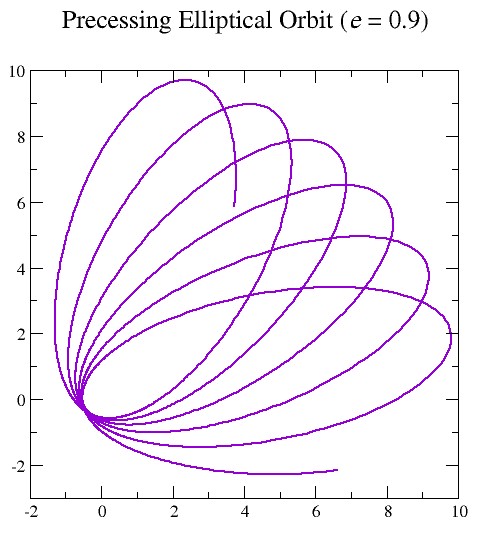
Рис. 5: Еліптична орбіта з ексцентриситетом, яка повільно прецесіює. Така прецесія виникає у задачі Кеплера, якщо притягувальна центральна сила трохи відрізняється від закону тяжіння Ньютона. Швидкість прецесії можна обчислити, використовуючи наведені у розділі формули.

У багатьох практичних задачах, типу планетарного руху, взаємодія між двома тілами лише наближено залежить обернено пропорційно від квадрату відстані. В таких випадках вектор Лапласа — Рунге — Ленца {\displaystyle \mathbf {A} } не є постійним. Однак, якщо збурювальний потенціал {\displaystyle h(r)} залежить лише від відстані, то повна енергія {\displaystyle E} і вектор кутового моменту {\displaystyle \mathbf {L} } зберігаються. Тому траєкторія руху все ще розташовується у перпендикулярній до {\displaystyle \mathbf {L} } площині, і величина {\displaystyle A} зберігається, відповідно до рівняння {\displaystyle A^{2}=m^{2}k^{2}+2mEL^{2}}. Отже, напрямок {\displaystyle \mathbf {A} } повільно обертається по орбіті у площині. Використовуючи канонічну теорію збурень і координати дія-кут, можна прямо показати, що {\displaystyle \mathbf {A} } обертається зі швидкістю
{\displaystyle {\frac {\partial }{\partial L}}\langle h(r)\rangle ={\frac {\partial }{\partial L}}\left\{{\frac {1}{T}}\int \limits _{0}^{T}h(r)\,dt\right\}={\frac {\partial }{\partial L}}\left\{{\frac {m}{L^{2}}}\int \limits _{0}^{2\pi }r^{2}h(r)\,d\theta \right\},}
де {\displaystyle T} — період орбітального руху і рівність {\displaystyle L\,dt=mr^{2}\,d\theta } використовувалася для того, щоб перетворити інтеграл по часу в інтеграл по куту (рис. 5). Наприклад, беручи до уваги ефекти загальної теорії відносності, приходимо до добавки, яка на відміну від звичайної гравітаційної сили Ньютона залежить обернено пропорційно від куба відстані:
{\displaystyle h(r)={\frac {kL^{2}}{m^{2}c^{2}}}\left({\frac {1}{r^{3}}}\right).}
Підставляючи цю функцію в інтеграл і використовуючи рівняння
{\displaystyle {\frac {1}{r}}={\frac {mk}{L^{2}}}\left(1+{\frac {A}{mk}}\cos \theta \right),}
щоб виразити {\displaystyle r} в термінах {\displaystyle \theta }, швидкість прецесії перицентра, викликана цим збуренням, запишеться у вигляді
{\displaystyle {\frac {6\pi k^{2}}{TL^{2}c^{2}}}.}
що близька за значенням до величини прецесії для Меркурія, яку не можна пояснити ньютонівською теорією гравітації. Цей вираз використовується для оцінки прецесії, пов'язаної з поправками загальної теорії відносності для подвійних пульсарів. Це узгодження з експериментом є сильним аргументом на користь загальної теорії відносності.

## Теорія груп

### Перетворення Лі

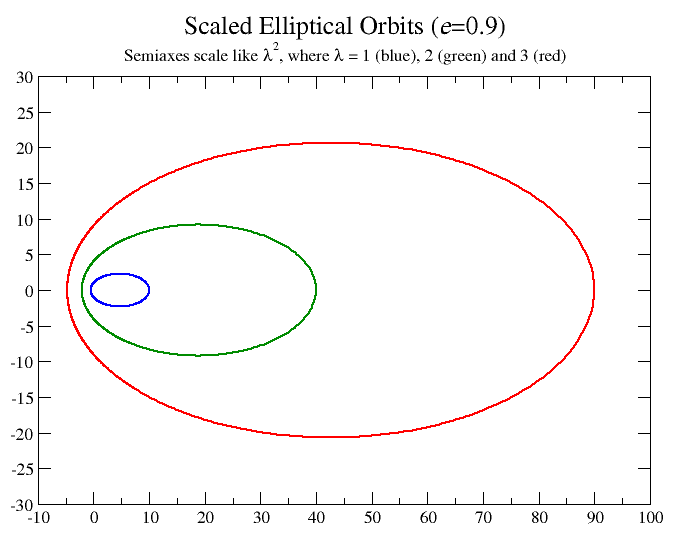
Рис. 6: Перетворення Лі, з якого виводиться збереження вектора Лапласа — Рунге — Ленца. Коли масштабовуваний параметр змінюється, енергія та кутовий момент також змінюються, але ексцентриситет і вектор не змінюються.

Існує інший метод виводу вектора Лапласа — Рунге — Ленца, який використовує варіацію координат без застосування швидкостей. Скалювання координат {\displaystyle \mathbf {r} } і часу {\displaystyle t} з різним степенем параметра {\displaystyle \lambda } (рис. 6)
{\displaystyle t\to \lambda ^{3}t,\;\mathbf {r} \to \lambda ^{2}\mathbf {r} ,\;\mathbf {p} \to {\frac {1}{\lambda }}\mathbf {p} .}
Це перетворення змінює повний кутовий момент {\displaystyle L} і енергію {\displaystyle E}
{\displaystyle L\to \lambda L,\;E\to {\frac {1}{\lambda ^{2}}}E,}
але зберігає добуток {\displaystyle EL^{2}}. Звідси випливає, що ексцентриситет {\displaystyle e} і величина {\displaystyle A} зберігаються у вже згаданому раніше рівнянні
{\displaystyle A^{2}=m^{2}k^{2}e^{2}=m^{2}k^{2}+2mEL^{2}.}
Напрямок {\displaystyle \mathbf {A} } також зберігається, оскільки півосі не змінюються при скалюванні. Це перетворення залишає правильним третій закон Кеплера, а саме те, що піввісь {\displaystyle a} і період {\displaystyle T} формують константу {\displaystyle T^{2}/a^{3}}.

### Дужки Пуассона
Для трьох компонент {\displaystyle L_{i}} вектора кутового моменту {\displaystyle \mathbf {L} } можна визначити дужки Пуассона
{\displaystyle [L_{i},\;L_{j}]=\sum _{s=1}^{3}\varepsilon _{ijs}L_{s},}
де індекс {\displaystyle i} пробігає значення 1, 2, 3 і {\displaystyle \varepsilon _{ijs}} — абсолютно антисиметричний тензор, тобто символ Леві-Чивіти (третій індекс підсумовування {\displaystyle s}, щоб не плутати з силовим параметром {\displaystyle k}, визначеним вище). Як дужки Пуассона використовуються квадратні дужки (а не фігурні), як і в літературі та, в тому числі, щоб інтерпретувати їх як квантовомеханічні комутаційні співвідношення в наступному розділі.
Як показано вище, змінений вектор Лапласа — Рунге — Ленца {\displaystyle \mathbf {D} } можна визначити з тією ж розмірністю, що і кутовий момент, поділивши {\displaystyle \mathbf {A} } на {\displaystyle p_{0}}. Дужка Пуассона {\displaystyle \mathbf {D} } з вектором кутового моменту {\displaystyle \mathbf {L} } запишеться у схожому вигляді
{\displaystyle [D_{i},\;L_{j}]=\sum _{s=1}^{3}\varepsilon _{ijs}D_{s}.}
Дужка Пуассона {\displaystyle \mathbf {D} } з {\displaystyle \mathbf {D} } залежить від знаку {\displaystyle E}, тобто коли повна енергія {\displaystyle E} від'ємна (еліптичні орбіти під дією центральної сили, що залежить обернено пропорційно від квадрата відстані) або додатна (гіперболічні орбіти). Для від'ємних енергій дужки Пуассона набудуть вигляду
{\displaystyle [D_{i},\;D_{j}]=\sum _{s=1}^{3}\varepsilon _{ijs}L_{s}.}
В той час як для додатних енергій дужки Пуассона мають протилежний знак
{\displaystyle [D_{i},\;D_{j}]=-\sum _{s=1}^{3}\varepsilon _{ijs}L_{s}.}
Інваріанти Казиміра для від'ємних енергій визначаються з допомогою наступних співвідношень
{\displaystyle C_{1}=\mathbf {D} \cdot \mathbf {D} +\mathbf {L} \cdot \mathbf {L} ={\frac {mk^{2}}{2|E|}},}
{\displaystyle C_{2}=\mathbf {D} \cdot \mathbf {L} =0}
і ми маємо нульові дужки Пуассона для всіх компонент {\displaystyle \mathbf {D} } і {\displaystyle \mathbf {L} }
{\displaystyle [C_{1},\;L_{i}]=[C_{1},\;D_{i}]=[C_{2},\;L_{i}]=[C_{2},\;D_{i}]=0.}
{\displaystyle C_{2}} дорівнює нулю через ортогональність векторів. Однак інший інваріант {\displaystyle C_{1}} нетривіальний і залежить лише від {\displaystyle m}, {\displaystyle k} і {\displaystyle E}. Цей інваріант можна використати для виводу спектра атома водню, використовуючи лише квантовомеханічне канонічне комутаційне співвідношення, замість складнішого рівняння Шредінгера.

### Теорема Нетер
Теорема Нетер стверджує, що інфінітизимальна варіація узагальнених координат фізичної системи
{\displaystyle \delta q_{i}=\varepsilon g_{i}(\mathbf {q} ,\;\mathbf {\dot {q}} ,\;t)}
викликає зміну функції Лагранжа у першому порядку на повну похідну по часу
{\displaystyle \delta L=\varepsilon {\frac {d}{dt}}G(\mathbf {q} ,\;t)}
відповідає збереженню величини
{\displaystyle J=-G+\sum _{i}g_{i}\left({\frac {\partial L}{\partial {\dot {q}}_{i}}}\right).}
Збережена компонента вектора Лапласа — Рунге — Ленца {\displaystyle A_{s}} відповідає варіації координат
{\displaystyle \delta x_{i}={\frac {\varepsilon }{2}}[2p_{i}x_{s}-x_{i}p_{s}-\delta _{is}(\mathbf {r} \cdot \mathbf {p} )],}
де {\displaystyle i} дорівнює 1, 2 і 3, а {\displaystyle x_{i}} і {\displaystyle p_{i}} — {\displaystyle i}-ті компоненти векторів положення {\displaystyle \mathbf {r} } та імпульсу {\displaystyle \mathbf {p} }, відповідно. Як і завжди, {\displaystyle \delta _{is}} — символ Кронекера. Отримані зміни в першому порядку функції Лагранжа запишемо як
{\displaystyle \delta L={\frac {1}{2}}\varepsilon mk{\frac {d}{dt}}\left({\frac {x_{s}}{r}}+[p^{2}x_{s}-p_{s}(\mathbf {r} \cdot \mathbf {p} )]\right).}
Це викликає збереження компоненти {\displaystyle A_{s}}
{\displaystyle A_{s}=[p^{2}x_{s}-p_{s}(\mathbf {r} \cdot \mathbf {p} )]-mk\left({\frac {x_{s}}{r}}\right)=[\mathbf {p} \times \mathbf {r} \times \mathbf {p} ]_{s}-mk\left({\frac {x_{s}}{r}}\right).}

### Закони збереження і симетрія
Варіація координати призводить до збереження довжини вектора Лапласа — Рунге — Ленца (див. теорема Нетер). Це збереження можна розглядати як деяку симетрію системи. У класичній механіці, симетрії — неперервні операції, які відображають одну орбіту на іншу, не змінюючи енергії системи; у квантовій механіці, симетрії — неперервні операції, які змішують атомні орбіталі, не змінюючи повну енергію. Наприклад, будь-яка центральна сила приводить до збереження кутового моменту {\displaystyle \mathbf {L} }. У фізиці зазвичай зустрічаються консервативні центральні сили, що мають симетрію групи обертання SO(3). Класично, повне обертання системи не зачіпає енергію орбіти; квантовомеханічно, обертання змішують сферичні функції з таким самим квантовим числом {\displaystyle l} (вироджені стани), не змінюючи енергію.

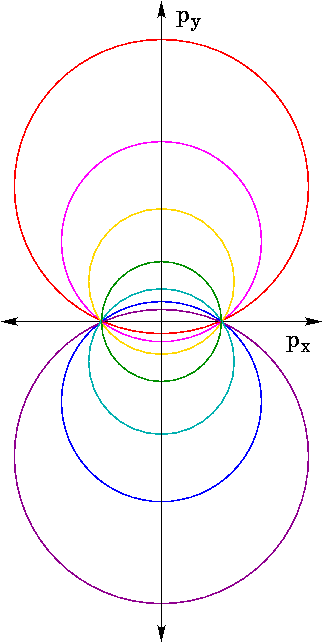
Рис. 7: Сімейство кіл годографа імпульсу для заданої енергії. Всі кола проходять через дві точки на осі (порівняйте з рис. 3). Це сімейство годографів відповідає сімейству кіл Аполлонія, та ізоповерхням біполярних координат.

Симетрія підвищується для центральної сили, оберненої до квадрата відстані. Специфічна симетрія задачі Кеплера призводить до збереження як вектора кутового моменту {\displaystyle \mathbf {L} }, так і вектора Лапласа — Рунге — Ленца {\displaystyle \mathbf {A} } (як визначено вище) і квантовомеханічно гарантує, що рівні енергії атома водню не залежать від квантових чисел кутового моменту {\displaystyle l} і {\displaystyle m}. Симетрія є більш тонкою, тому що операція симетрії повинна існувати у просторі більшої розмірності; такі симетрії часто називають прихованими симетріями. Класично, вища симетрія задачі Кеплера враховує неперервні зміни орбіт, які зберігають енергію, але не кутовий момент; іншими словами, орбіти з однаковою енергією, але різними кутовими моментами (ексцентриситетом) можуть бути перетворені неперервно одна в одну. Квантовомеханічно це відповідає змішуванню орбіталей, які відрізняються квантовими числами {\displaystyle l} і {\displaystyle m}, атомні орбіталі типу {\displaystyle s} ({\displaystyle l=0}) і {\displaystyle p} ({\displaystyle l=1}). Таке змішування не можна виконати зі звичайними тривимірними трансляціями чи обертаннями, але воно еквівалентне обертанню в просторі з вищою розмірністю.
Зв'язана система з від'ємною повною енергією має симетрію SO(4), яка зберігає довжину чотиривимірних векторів
{\displaystyle |\mathbf {e} |^{2}=e_{1}^{2}+e_{2}^{2}+e_{3}^{2}+e_{4}^{2}.}
1935 року Володимир Фок показав, що квантовомеханічна задача Кеплера еквівалентна задачі вільної частинки, обмеженої чотиривимірною гіперсферою. Зокрема, Фок показав, що хвильова функція рівняння Шредінгера у просторі імпульсів для задачі Кеплера є чотиривимірним узагальненням стереографічної проєкції сферичних функцій із 3-сфери у тривимірний простір. Обертання гіперсфери та перепроектування призводить до неперервного перетворення еліптичних орбіт, що не змінює енергію; квантовомеханічно це відповідає змішуванню всіх орбіталей з однаковим головним квантовим числом {\displaystyle n}. Валентин Баргман згодом відмітив, що дужки Пуассона для вектора кутового моменту {\displaystyle \mathbf {L} } та скальованого вектора Лапласа — Рунге — Ленца {\displaystyle \mathbf {D} } формують алгебру Лі для {\displaystyle SO(4)}. Простіше кажучи, ці шість величин {\displaystyle \mathbf {D} } і {\displaystyle \mathbf {L} } відповідають шести збережним кутовим імпульсам у чотирьох вимірах, пов'язаних з шістьма можливими простими обертаннями у цьому просторі (є шість способів вибрати дві осі з чотирьох). Цей висновок не передбачає, що наш Всесвіт — чотиривимірна гіперсфера; це просто означає, що ця специфічна проблема фізики (задача двох тіл для центральної сили, що залежить обернено від квадрата відстані) математично еквівалентна вільній частинці на чотиривимірній гіперсфері.
Розсіяна система з додатною повною енергією має симетрію SO(3,1), яка зберігає довжину 4-вектора у просторі з метрикою Мінковського
{\displaystyle ds^{2}=e_{1}^{2}+e_{2}^{2}+e_{3}^{2}-e_{4}^{2}.}
Фок і Баргман розглянули як від'ємні, так і додатні енергії. Вони також були розглянуті енциклопедично Бендером та Іциксоном.

#### Симетрія обертань у чотиривимірному просторі

Рис. 8: Годограф імпульсу на рис. 7 відповідає стереографічній проєкції великих кіл із чотиривимірної сфери одиничного радіуса. Всі великі кола перетинають вісь, яка направлена перпендикулярно до сторінки. Проєкція з північного полюса (одиничний вектор) до (-) площини, як показано для пурпурного годографа пунктирною чорною лінією. Велике коло на широті відповідає ексцентриситету. Кольори великих кіл, показаних тут, відповідають кольорам їхніх годографів на рис. 7.

Зв'язок між задачею Кеплера і обертаннями в чотиривимірному просторі SO(4) можна достатньо просто візуалізувати. Нехай у чотиривимірному просторі задані декартові координати, які позначені {\displaystyle (w,\;x,\;y,\;z)}, де {\displaystyle (x,\;y,\;z)} є декартовими координатами звичайного положення тривимірного вектора {\displaystyle \mathbf {r} }. Тривимірний вектор імпульсу {\displaystyle \mathbf {p} } пов'язаний з чотиривимірним вектором {\displaystyle {\boldsymbol {\eta }}} на чотиривимірній одиничній сфері рівнянням
{\displaystyle {\boldsymbol {\eta }}={\frac {p^{2}-p_{0}^{2}}{p^{2}+p_{0}^{2}}}\mathbf {\hat {w}} +{\frac {2p_{0}}{p^{2}+p_{0}^{2}}}\mathbf {p} ={\frac {mk-rpp_{0}}{mk}}\mathbf {\hat {w}} +{\frac {rp_{0}}{mk}}\mathbf {p} ,}
де {\displaystyle \mathbf {\hat {w}} } — одиничний вектор вздовж нової осі {\displaystyle w}. Оскільки {\displaystyle {\boldsymbol {\eta }}} має лише три незалежні компоненти, то цей вектор можна обернути, отримавши вираз для {\displaystyle \mathbf {p} }. Наприклад, для компоненти {\displaystyle x}
{\displaystyle p_{x}=p_{0}{\frac {\eta _{x}}{1-\eta _{w}}}}
і аналогічно для {\displaystyle p_{y}} і {\displaystyle p_{z}}. Іншими словами, тривимірний вектор {\displaystyle \mathbf {p} } є стереографічною проєкцією чотиривимірного вектора {\displaystyle {\boldsymbol {\eta }}}, помноженому на {\displaystyle p_{0}} (рис. 8).
Не втрачаючи загальності, ми можемо усунути нормальну обертальну симетрію, вибираючи декартові координати, де вісь {\displaystyle z} направлена вздовж вектора кутового моменту {\displaystyle \mathbf {L} }, і годограф імпульсу розташований як показано на рисунку 7, з центрами кіл на осі {\displaystyle y}. Оскільки рух відбувається у площині, а {\displaystyle \mathbf {p} } і {\displaystyle L} ортогональні, {\displaystyle p_{z}=\eta _{z}=0}, і увагу можна зосередити на тримірному векторі {\displaystyle {\boldsymbol {\eta }}=(\eta _{w},\;\eta _{x},\;\eta _{y})}. Сімейство кіл Аполлонія годографів імпульсу (рис. 7) відповідає множині великих кіл на тримірній сфері {\displaystyle {\boldsymbol {\eta }}}, всі з яких перетинають вісь {\displaystyle \eta _{x}} у цих двох фокусах {\displaystyle \eta _{x}=\pm 1}, що відповідають фокусам годографа імпульсу при {\displaystyle p_{x}=\pm p_{0}}. Великі кола зв'язані простим обертанням навколо осі {\displaystyle \eta _{x}} (рис. 8). Це обертова симетрія перетворює всі орбіти з тією ж енергією одна в одну; однак, таке обертання ортогональне до звичайних тримірних обертань, оскільки воно перетворює четвертий вимір {\displaystyle \eta _{w}}. Ця більш висока симетрія характерна для задачі Кеплера та відповідає збереженню вектора Лапласа — Рунге — Ленца.
Витончене рішення для задачі Кеплера з використанням змінних кут-дія можна отримати, позбавляючись від надлишкової чотиривимірної координати {\displaystyle {\boldsymbol {\eta }}} і використовуючи еліптичні циліндричні координати {\displaystyle (\alpha ,\;\beta ,\;\varphi )}
{\displaystyle \eta _{w}=\mathrm {cn} \,\alpha \,\mathrm {cn} \,\beta ,}
{\displaystyle \eta _{x}=\mathrm {sn} \,\alpha \,\mathrm {dn} \,\beta \cos \varphi ,}
{\displaystyle \eta _{y}=\mathrm {sn} \,\alpha \,\mathrm {dn} \,\beta \sin \varphi ,}
{\displaystyle \eta _{z}=\mathrm {dn} \,\alpha \,\mathrm {sn} \,\beta ,}
де використовуються еліптичні функції Якобі: {\displaystyle \mathrm {sn} }, {\displaystyle \mathrm {cn} } і {\displaystyle \mathrm {dn} }.

## Застосування та узагальнення

### Квантова механіка атома водню

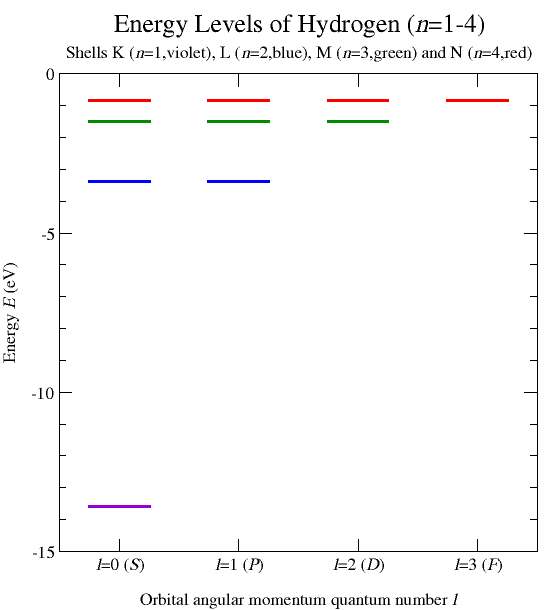
Рис. 9: Рівні енергії водневого атома, передбачені з використанням комутаційних співвідношень кутового моменту та векторних операторів Лапласа — Рунге — Ленца; ці рівні енергії були перевірені експериментально.

Дужки Пуассона дають простий спосіб для квантування класичної системи. Комутатор двох квантовомеханічних операторів дорівнює дужці Пуассона відповідних класичних змінних, помноженій на {\displaystyle i\hbar }. Виконуючи це квантування та обчислюючи власні значення {\displaystyle C_{1}} оператора Казиміра для задачі Кеплера, Вольфганг Паулі вивів енергетичний спектр воднеподібного атома (рис. 9) і, таким чином, його атомний емісійний спектр. Цей вишуканий розв'язок було отримано до отримання рівняння Шредінгера.
Особливість квантовомеханічного оператора для вектора Лапласа — Рунге — Ленца {\displaystyle \mathbf {A} } полягає в тому, що імпульс і оператори кутового моменту не комутують між собою, а отже, векторний добуток {\displaystyle \mathbf {p} } і {\displaystyle \mathbf {L} } повинен бути визначений ретельно. Зазвичай, оператори в декартовій системі координат {\displaystyle A_{s}} визначені з допомогою симетризованого добутку
{\displaystyle A_{s}=-mk{\hat {r}}_{s}+{\frac {1}{2}}\sum _{i=1}^{3}\sum _{j=1}^{3}\varepsilon _{sij}(p_{i}l_{j}+l_{j}p_{i}),}
з якого визначаються відповідні драбинні оператори
{\displaystyle A_{0}=A_{3},}
{\displaystyle A_{\pm 1}=\mp {\frac {1}{\sqrt {2}}}(A_{1}\pm iA_{2}).}
Нормований оператор першого інваріанта Казимира може бути визначений подібним чином
{\displaystyle C_{1}=-{\frac {mk^{2}}{2\hbar ^{2}}}H^{-1}-I,}
де {\displaystyle H^{-1}} — оператор, обернений до оператора енергії (гамільтоніан) і {\displaystyle I} — одиничний оператор. Застосовуючи ці драбинні оператори до власних станів {\displaystyle |lmn\rangle } операторів повного кутового моменту, азимутального кутового моменту та енергії, можна показати, що власні стани першого оператора Казиміра задаються формулою {\displaystyle n^{2}-1}. Отже, рівні енергії даються виразом
{\displaystyle E_{n}=-{\frac {mk^{2}}{2\hbar ^{2}n^{2}}},}
який ідентичний до формули Рідберга для атома водню (рис. 9).

### Узагальнення на інші потенціали та СТВ
Вектор Лапласа — Рунге — Ленца був узагальнений на інші потенціали і навіть на спеціальну теорію відносності. Найзагальнішу форму цього вектора можна записати у вигляді
{\displaystyle {\mathcal {A}}=\left({\frac {\partial \xi }{\partial u}}\right)(\mathbf {p} \times \mathbf {L} )+\left[\xi -u\left({\frac {\partial \xi }{\partial u}}\right)\right]L^{2}\mathbf {\hat {r}} ,}
де {\displaystyle u=1/r} (див. Задача Бертрана) і {\displaystyle \xi =\cos \theta }, з кутом {\displaystyle \theta }, визначеним як
{\displaystyle \theta =L\int \limits ^{u}{\frac {du}{\sqrt {m^{2}c^{2}(\gamma ^{2}-1)-L^{2}u^{2}}}}.}
Тут {\displaystyle \gamma } — релятивістський фактор. Як і раніше, можна отримати збережний вектор бінормалі {\displaystyle \mathbf {B} }, взявши векторний добуток із збережним вектором кутового моменту
{\displaystyle {\mathcal {B}}=\mathbf {L} \times {\mathcal {A}}.}
Ці два вектори можна з'єднати у збережний двокомпонентний тензор {\displaystyle W}
{\displaystyle {\mathcal {W}}=\alpha {\mathcal {A}}\otimes {\mathcal {A}}+\beta {\mathcal {B}}\otimes {\mathcal {B}}.}
Для прикладу обчислимо вектор Лапласа — Рунге — Ленца для нерелятивістського ізотропного гармонічного осцилятора. Розглянемо центральну силу:
{\displaystyle \mathbf {F} (r)=-k\mathbf {r} }
вектор кутового моменту зберігається, і тому рух відбувається у площині. Збережний тензор можна переписати у простішому вигляді:
{\displaystyle \mathbf {W} ={\frac {1}{2m}}\mathbf {p} \otimes \mathbf {p} +{\frac {k}{2}}\mathbf {r} \otimes \mathbf {r} ,}
хоча слід відмітити, що {\displaystyle p} і {\displaystyle r} не перпендикулярні, як {\displaystyle A} і {\displaystyle B}. Відповідний вектор Лапласа — Рунге — Ленца має складніший запис
{\displaystyle \mathbf {A} ={\frac {1}{\sqrt {mr^{2}\omega _{0}A-mr^{2}E+L^{2}}}}\{(\mathbf {p} \times \mathbf {L} )+(mr\omega _{0}A-mrE)\mathbf {\hat {r}} \},}
де {\displaystyle \omega _{0}={\sqrt {\frac {k}{m}}}} — частота осцилятора.